# Lophocraspedon
Lophocraspedon là một chi bướm đêm thuộc họ Erebidae.